# 38317
38317 ist das 17. Studioalbum des deutschen Pop-Rock-Musikers Peter Maffay aus dem Jahr 1991.

## Albumtitel
Wenn man die Zahl 38317 auf den Kopf stellt, ergibt sich auf einer Siebensegmentanzeige das Wort Liebe: Aus  wird .
Bereits 1979 nutzten The Hollies diese Art der Codierung für ihr Album Five Three One – Double Seven O Four. Die Zahl 5317704 steht für den Bandnamen Hollies: Aus  wird .

## Musikstil
Bei 38317 handelt es sich stilistisch um ein Pop-Rock-Album, das sich aus elf Studioaufnahmen zusammensetzt. Inhaltlich behandelt das Album überwiegend Lieder, die sich mit dem Thema Liebe auseinandersetzen, jedoch umfasst es mit Wie viele Jahre auch einen Titel, in dem es um den Zweiten Golfkrieg geht.
Die Erstveröffentlichung von 38317 erfolgte im Jahr 1991 durch das Musiklabel Ariola. Für den Vertrieb zeichnete BMG Rights Management zuständig. Für die Covergestaltung entschied man sich für zwei verschiedene Versionen. Eines zeigt lediglich ein Polaroid mit einem Herz, vor einem gelben Hintergrund. Eines zeigt ein zentriert angeordnetes Bild von Maffay, ebenfalls vor einem gelben Hintergrund.

## Titelliste
Die Texte aller Titel wurden von Burkhard Brozat (3–10), Hartmut Engler (1, 2, 11), Peter Maffay (4, 5, 7–10), Peter Zentner (3) geschrieben. Die Musik wurde von Alvin Lee (6), Andy Becker (7, 8), Bertram Engel (3, 4), Carl Carlton (3, 4), Colin Hodgkinson (9), Frank Diez (9), Jean-Jacques Kravetz (1, 10, 11), Peter Maffay (1, 2, 5, 10, 11) komponiert.
1. Wie viele Jahre – 5:06
2. Zwei in einem Boot – 5:20
3. Traumfabrik – 4:21
4. Lover – 5:05
5. Sorry Lady – 4:39
6. Kreuzfeuer – 3:51
7. Ich will bei dir sein – 4:50
8. Wenn dein Spiegel bricht – 5:55
9. Funken machen Feuer – 3:49
10. Warum – 7:03
11. Wenn du weinen kannst – 3:52

## Mitwirkende (Auswahl)
- Peter Maffay (Gesang 1–11, Gitarre 1, 2, 4, 8–11)
- Pascal Kravetz (Chor 4, 6, 7)
- Alvin Lee (Gitarre 3, 4, 6, 8)
- Andy Becker (Gitarre 1, 2, 7, 8, 10, 11, Chor 4, 6)
- Carl Carlton (Gitarre 1–5, 9, 11)
- Frank Diez (Gitarre 1, 2, 4, 9–11)
- Colin Hodgkinson (Bass 1, 2, 4, 9–11)
- Bertram Engel (Keyboards 7, Schlagzeug 1–4, 6, 8–11, Tastaturen 5)
- Bobby Stern (Holzblasinstrumente 7, 8, 10, Saxophon 1, 4, 6)
- Clarence Clemons (Saxophon 1, 6)
- Detlef Peterson (Akkordeon 2)
- Jan Oosting (Hörner 3, 4)
- Jel Jongen (Hörner 3, 4)
- Marc Godfroid (Hörner 3, 4)
- Philip Kolb (Hörner 3, 4)
- Ruud Breuls (Hörner 3, 4)
- Wim Both (Hörner 3, 4)
- Jean-Jacques Kravetz (Clavinet 9, Keyboards 1, 11, Klavier 8, 10, Orgel 4)
- Lisa Germano (Violine 1, 2, 5, 7, 10, 11)
- Nick Payn (Harfe 1, 3, 9)[1]

## Singleauskopplungen
| Jahr | Titel                 | Höchstplatzierung, Gesamtwochen, AuszeichnungChartsChartplatzierungen (Jahr, Titel, , Platzierungen, Wochen, Auszeichnungen, Anmerkungen) | Anmerkungen                |
| Jahr | Titel                 | DE | Anmerkungen                |
| ---- | --------------------- | --- | -------------------------- |
| 1991 | Ich will bei Dir sein | DE33 (16 Wo.)DE | Erstveröffentlichung: 1991 |
| 1991 | Sorry Lady            | DE54 (12 Wo.)DE | Erstveröffentlichung: 1991 |
| 1992 | Zwei in einem Boot    | DE55 (11 Wo.)DE | Erstveröffentlichung: 1992 |

## Rezeption

### Charts und Chartplatzierungen
| ChartsChartplatzierungen | Höchstplatzierung | Wochen |
| ------------------------ | ----------------- | ------ |
| Deutschland (GfK)        | 3 (37 Wo.)        | 37     |
| Schweiz (IFPI)           | 31 (4 Wo.)        | 4      |

| ChartsJahrescharts (1991) | Platzierung |
| ------------------------- | ----------- |
| Deutschland (GfK)         | 69          |

| ChartsJahrescharts (1992) | Platzierung |
| ------------------------- | ----------- |
| Deutschland (GfK)         | 52          |

### Auszeichnungen für Musikverkäufe
| Land/Region        | Auszeichnungen für Musikverkäufe (Land/Region, Auszeichnung, Verkäufe) | Verkäufe |
| ------------------ | ---------------------------------------------------------------------- | -------- |
| Deutschland (BVMI) | Platin                                                                 | 500.000  |
| Insgesamt          | 1× Platin ·                                                            | 500.000  |